# Sport elettronici ai I Giochi giovanili dell'Asia dell'est
Le competizioni di sport elettronici ai I Giochi giovanili dell'Asia dell'est si sono svolte dal 18 al 19 agosto 2023 ad Ulan Bator, in Mongolia

## Podi
| Evento                 | Oro            | Argento          | Bronzo            |
| VR Tennis              | Tsai Kai-cheng | Cheng Chi-hao    | Mandakh Davaadash |
| The King of Fighter XV | Riku Saito     | Batsaruul Jambal | Haruki Arai       |